# سيسلي نيفيل (دوقة يورك)
سيسلي نيفيل، دوقة يورك (بالإنجليزية:  Cecily Neville, Duchess of York)‏ كانت والدةً لملكين إنجليزين هما إدوارد الرابع و ريتشارد الثالث.